# Ted Knight

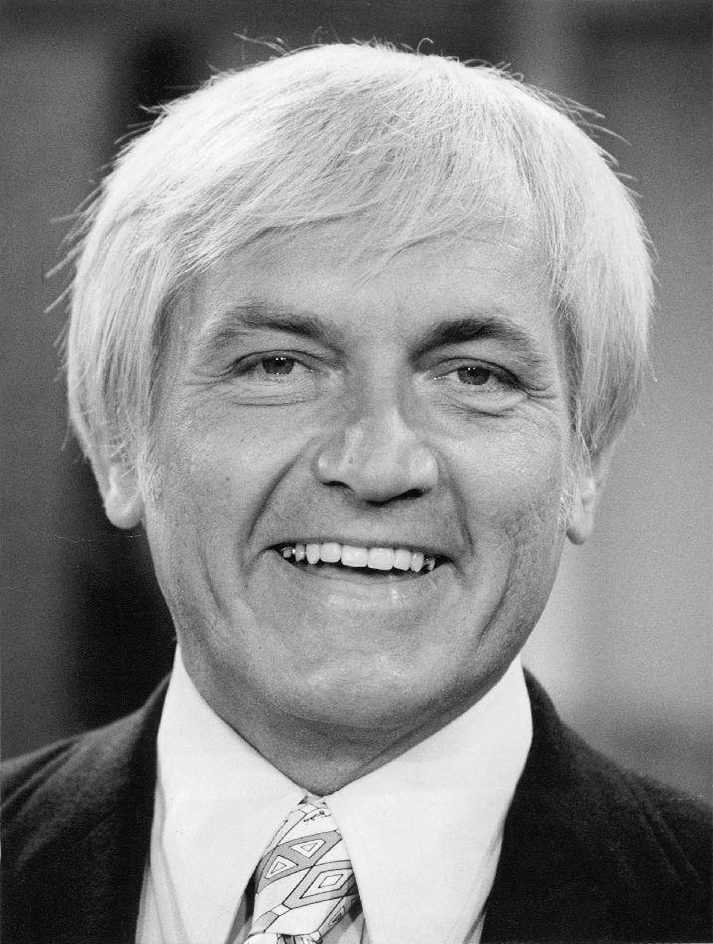
Ted Knight 1972

Ted Knight (* 7. Dezember 1923 in Terryville, Connecticut als Tadeusz Wladyslaw Konopka; † 26. August 1986 in Los Angeles, Kalifornien) war ein US-amerikanischer Schauspieler.

## Leben und Karriere
Ted Knight, der Sohn polnischer Einwanderer, wuchs in Connecticut als Sohn eines Barkeepers und einer Hausfrau auf. Er diente im Zweiten Weltkrieg bei der United States Army und erhielt fünf Battle Stars. Nach Kriegsende studierte er Schauspiel und erlernte auch das Puppenspiel sowie das Bauchrednern. Im Regionalfernsehen von Rhode Island moderierte er zwischen 1950 und 1955 eine Kindersendung, auch war er zeitweise Radiomoderator. Ende der 1950er-Jahre zog er nach Hollywood, wo er allerdings lange nur kleinere Film- und Fernsehrollen erhielt. Unter anderem war er am Filmende von Alfred Hitchcocks Psycho der Polizist, der den Mörder Norman Bates bewacht. Weiteres Geld verdiente er sich als Sprecher in Werbeclips und Zeichentrickserien.
Einem breiteren Publikum wurde der mittlerweile ergraute Knight erst ab 1970 durch die Rolle des eitlen und oberflächlichen Nachrichtensprechers Ted Baxter in der Sitcom The Mary Tyler Moore Show bekannt. In den USA wurde Ted Baxter zu einer symbolischen Figur für Nachrichtenmoderatoren, bei denen Stil und Aussehen mehr als journalistische Kompetenz zählen. Für diese Rolle erhielt Knight 1973 und 1976 jeweils einen Emmy Award als Bester Nebendarsteller, außerdem wurde er in denselben Jahren für den Golden Globe Award in der Kategorie Bester Nebendarsteller – Serie, Mini-Serie oder TV-Film nominiert. Neben der Schauspielerei nahm Knight 1975 ein Musikalbum unter dem Titel Hi Guys! auf.
Nach dem Ende der Mary Tyler Moore Show im Jahr 1977 erhielt Knight im Frühjahr 1978 seine eigene Sitcom The Ted Knight Show, in der er den Besitzer eines Escortservices spielte. Die Serie wurde allerdings nach nur sechs Folgen eingestellt. Erfolgreicher war Knight zwei Jahre später mit seiner wahrscheinlich bekanntesten Kinorolle als strenger Richter und Golfclubbesitzer Elihu Smails in Wahnsinn ohne Handicap (Caddyshack), dem Regiedebüt von Harold Ramis. Ebenfalls 1980 startete die Sitcom Too Close for Comfort mit Knight in der Hauptrolle von Henry Rush, einem konservativen Cartoonisten und Vater von zwei Töchtern. Knight spielte bis zu seinem Tod in der Serie, die zuletzt in die The Ted Knight Show umbenannt und nach seinem Tod eingestellt wurde.
Ted Knight starb im August 1986 nach jahrelanger Krebserkrankung im Alter von 62 Jahren. Mit seiner Frau Dorothy Smith war er seit 1948 verheiratet und hatte drei Kinder. Er wurde im Forest Lawn Memorial Park im kalifornischen Glendale beigesetzt. Auf dem Hollywood Walk of Fame erinnert seit 1985 ein Stern in der Kategorie Fernsehen an Ted Knight.

## Filmografie (Auswahl)

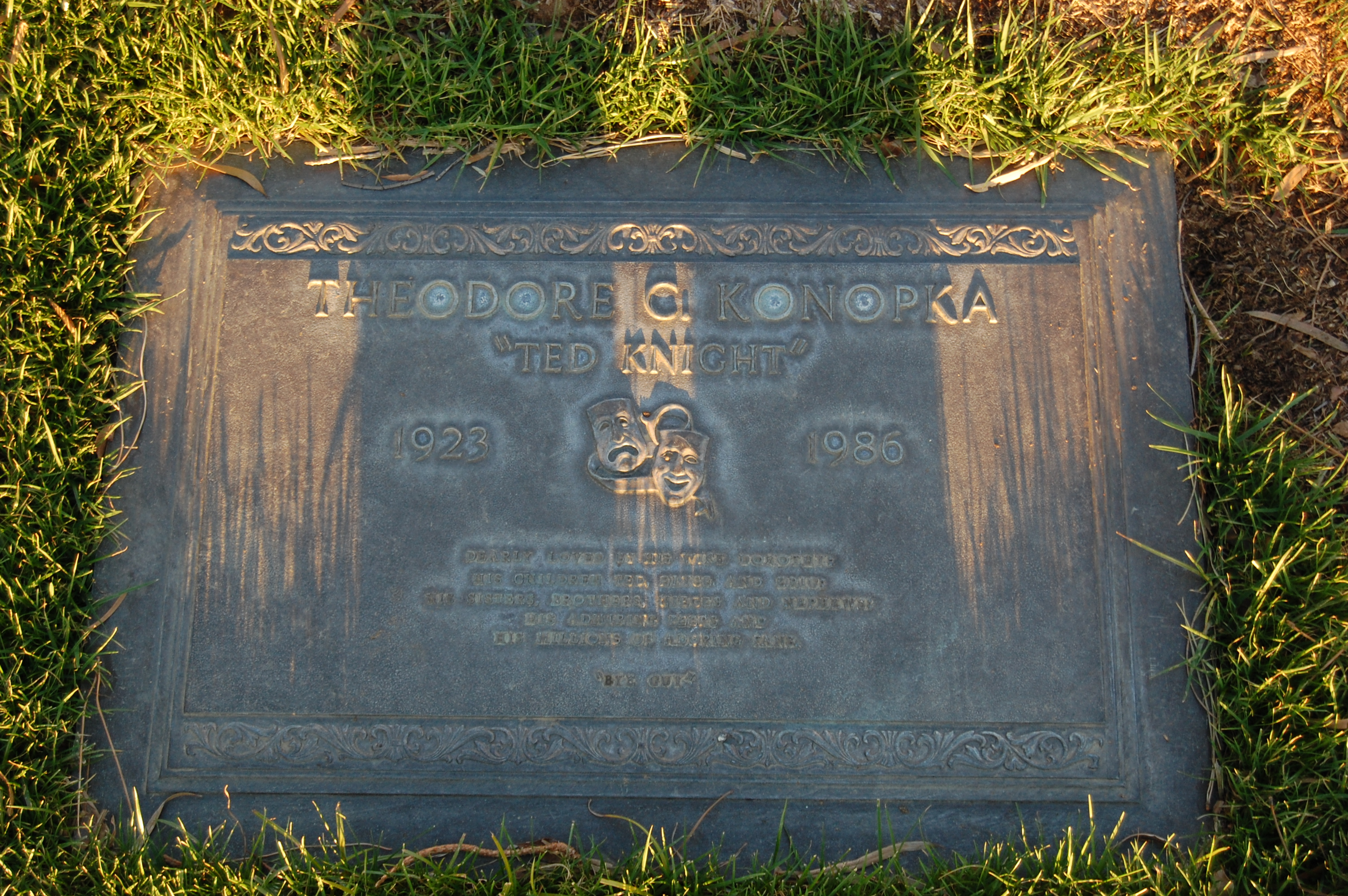
Grab von Ted Knight auf dem Forest Lawn Cemetery

- 1958: How to Marry a Millionaire (Fernsehserie, Folge A Call to Arms)
- 1959/1960: Rauchende Colts (Gunsmoke; Fernsehserie, 2 Folgen)
- 1960: Geheimakte M (Man on a String)
- 1960: Zwölf Stunden lauert der Tod (Twelve Hours to Kill)
- 1960: Psycho
- 1960: Ein charmanter Hochstapler (The Great Impostor)
- 1962: Hitler
- 1962: Der Tiger ist unter uns (13 West Street)
- 1962/1963: Die Leute von der Shiloh Ranch (The Virginian; Fernsehserie, 2 Folgen)
- 1962: Es begann in Rom (The Pigeon That Took Rome)
- 1964–1965: The Young Marrieds (Fernsehserie, 20 Folgen)
- 1965: Staatsfeind Nr.1 – John Dillinger (Young Dillinger)
- 1966: New York Expreß (Blindfold)
- 1966: Auf der Flucht (The Fugitive; Fernsehserie, 2 Folgen)
- 1967: Cosa Nostra – Erzfeind des FBI (Cosa Nostra, Arch Enemy of the F.B.I.)
- 1967: Countdown: Start zum Mond (Countdown)
- 1967–1968: Aquaman – Herrscher über die sieben Weltmeere (Aquaman; Zeichentrickserie, Stimme)
- 1970–1977: Mary Tyler Moore (The Mary Tyler Moore Show; Fernsehserie, 165 Folgen)
- 1971: Der 25 Millionen Dollar Preis (Cold Turkey)
- 1973: Das Powerteam – Superman und Co. (Super Friends; Zeichentrickserie, 16 Folgen, als Erzählerstimme)
- 1978: The Ted Knight Show (Fernsehserie, 6 Folgen)
- 1980: Wahnsinn ohne Handicap (Caddyshack)
- 1980–1983: Love Boat (Fernsehserie, 6 Folgen)
- 1980–1987: Too Close for Comfort (Fernsehserie, 127 Folgen)